# Ateuchus laetitiae
Ateuchus laetitiae är en skalbaggsart som beskrevs av Kohlmann 1981. Ateuchus laetitiae ingår i släktet Ateuchus och familjen bladhorningar. Inga underarter finns listade.